# Estación final
Estación final es un libro de historia escrito por el periodista Hugo Coya, que realizó una investigación sobre los 23 peruanos judíos que vivieron en Europa durante la Segunda Guerra Mundial y fueron víctimas del nazismo. y otros peruanos no judíos que salvaron numerosas vidas.

## Contexto histórico
La narración tiene como trasfondo el contexto histórico del Perú, país que se declaró neutral frente al conflicto. Sin embargo, los gobiernos de Benavides y Prado Ugarteche mostraron una posición favorable a los fascistas y nazis.
La obra presenta los relatos de supervivencia de los campos de concentración de Sobibor y Auschwitz. El libro también trata la inmigración, el racismo, la xenofobia y principalmente, la violencia.

## Relatos
El libro narra varias vivencias de peruanos como por ejemplo la historia de Victoria Barouh, la única peruana sobreviviente al holocausto nazi, quien creyó que por haber nacido en el Perú podría salvarse de ir a los cuatro campos de concentración en los que finalmente estuvo. Logró salvar su vida a diferencia de sus padres y hermanos para luego establecer su hogar en Miami.
La historia de los hermanos Eleazar y Jabijo Assa,  peruanos de origen turco que  participaron en el mayor levantamiento exitoso de un campo de concentración durante la guerra, Sobibor, permitiendo el escape de entre 300 a 500 personas.
Otros personajes del libro son Madeleine Truel Larrabure, una limeña no judía que sirvió a la Resistencia Francesa y Truel, que emigró a Francia para buscar trabajo, que terminó colaborando con la falsificación de documentos para salvar la vida de paracaidistas norteamericanos e ingleses, miembros de la resistencia.
También se cuenta la historia de Michelle Levy, una bebé de 8 meses que fue enviada a una cámara de gas.

## Investigación y fotografías
Coya inició su investigación en el 2004 realizando entrevistas, búsquedas en archivos y fuentes bibliográficas recogidas en Estados Unidos, Israel, Francia, España y Turquía. 
Es el primer libro en el Perú que utiliza las redes sociales como medio de investigación. El autor utilizó Facebook para contactar familiares y Twitter para conseguir datos específicos.
Está ilustrado con imágenes de época, algunas de las cuales fueron proporcionadas por los familiares de las víctimas, así como fotografías de Marina García Burgos.
La investigación revela documentos con normas restrictivas de la inmigración. Además un episodio como el siguiente:

Pero el hecho más vergonzoso y repudiable ocurrió en octubre de 1942, cuando el Congreso Judío Mundial, con sede en Portugal, pidió a la comunidad residente en el Perú que gestionara ante nuestro gobierno el envío de niños huérfanos desde la zona no ocupada de Francia. Estados Unidos ya había concedido cinco mil visas; Canadá, doscientas; y Chile, cincuenta. El gobierno peruano, en cambio, se negó a conceder visa alguna a esos niños, a pesar de que no le iba a costar un solo centavo, pues serían adoptados y mantenidos por familias judías residentes en el país. Los pequeños - entre los 4 y los 10 años - murieron luego en las cámaras de gas de Auschwitz, pues, al nadie hacerse responsable de ellos, resultaron siendo enviados por los nazis al campo de tránsito de Draney.
Hugo Coya